# Porta San Sebastiano

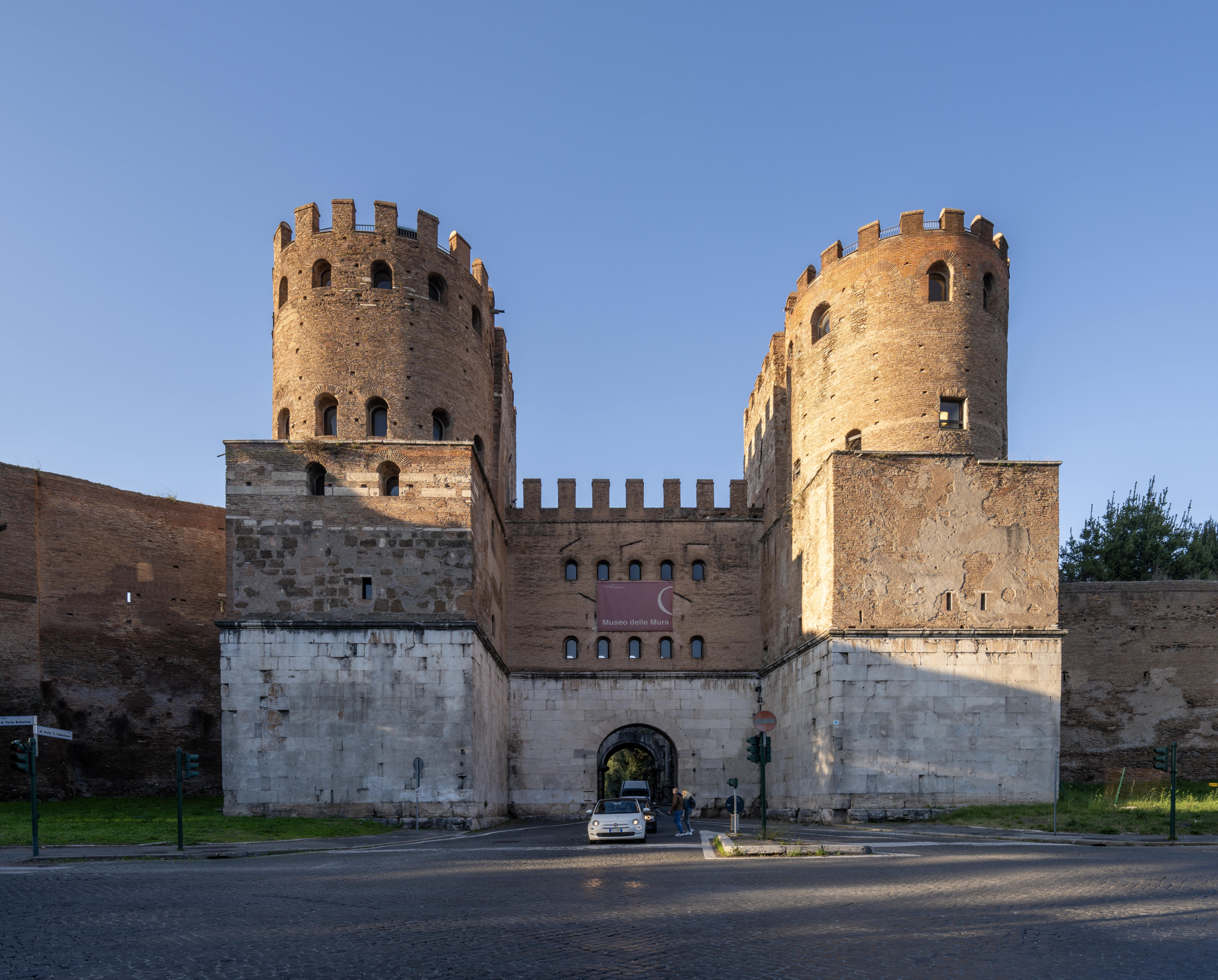
Porta San Sebastiano

Die Porta San Sebastiano (die antike Porta Appia) ist ein Stadttor der Aurelianischen Mauer in Rom.
Direkt hinter dem Tor steht der Drususbogen, der zum Aquädukt Aqua Marcia gehörte. Durch das Stadttor führt die Via Appia, die an der Porta Capena begann. Unmittelbar am Tor beginnt der außerhalb der Stadtmauern verlaufende Teil der Via Appia Antica.
Das gewaltige Tor wurde fünfmal umgebaut. Ursprünglich öffneten sich zwei identische Bögen zwischen zwei halbrunden Türmen. Beim Umbau durch Kaiser Honorius, 401 bis 402, wurden die inzwischen erweiterten und verstärkten Türme sowie der Mittelteil um eine Etage aufgestockt. Wie die Porta Latina war auch dieses Tor durch zwei Torflügel und ein Fallgitter gesichert. Belisar, der Feldherr des oströmischen Kaisers Justinian I., baute nach seiner Besetzung Roms im Jahre 536 das Tor unter Verwendung der vorhandenen Marmorquadern aus und versah es mit den beiden starken halbrunden Seitentürmen.
In den Türmen ist das Museo delle Mura (Stadtmauermuseum) untergebracht.

## Bilder

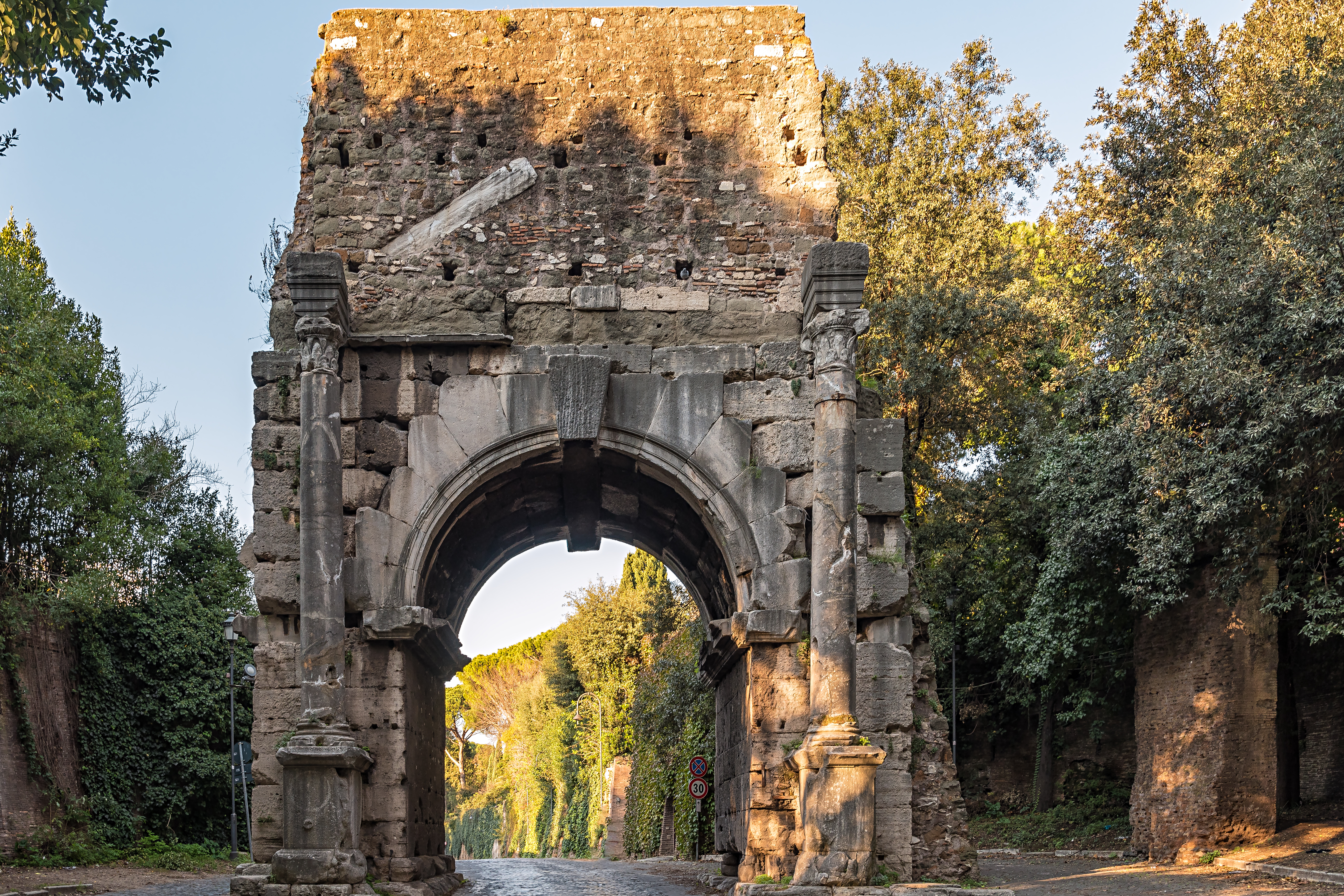
Drususbogen
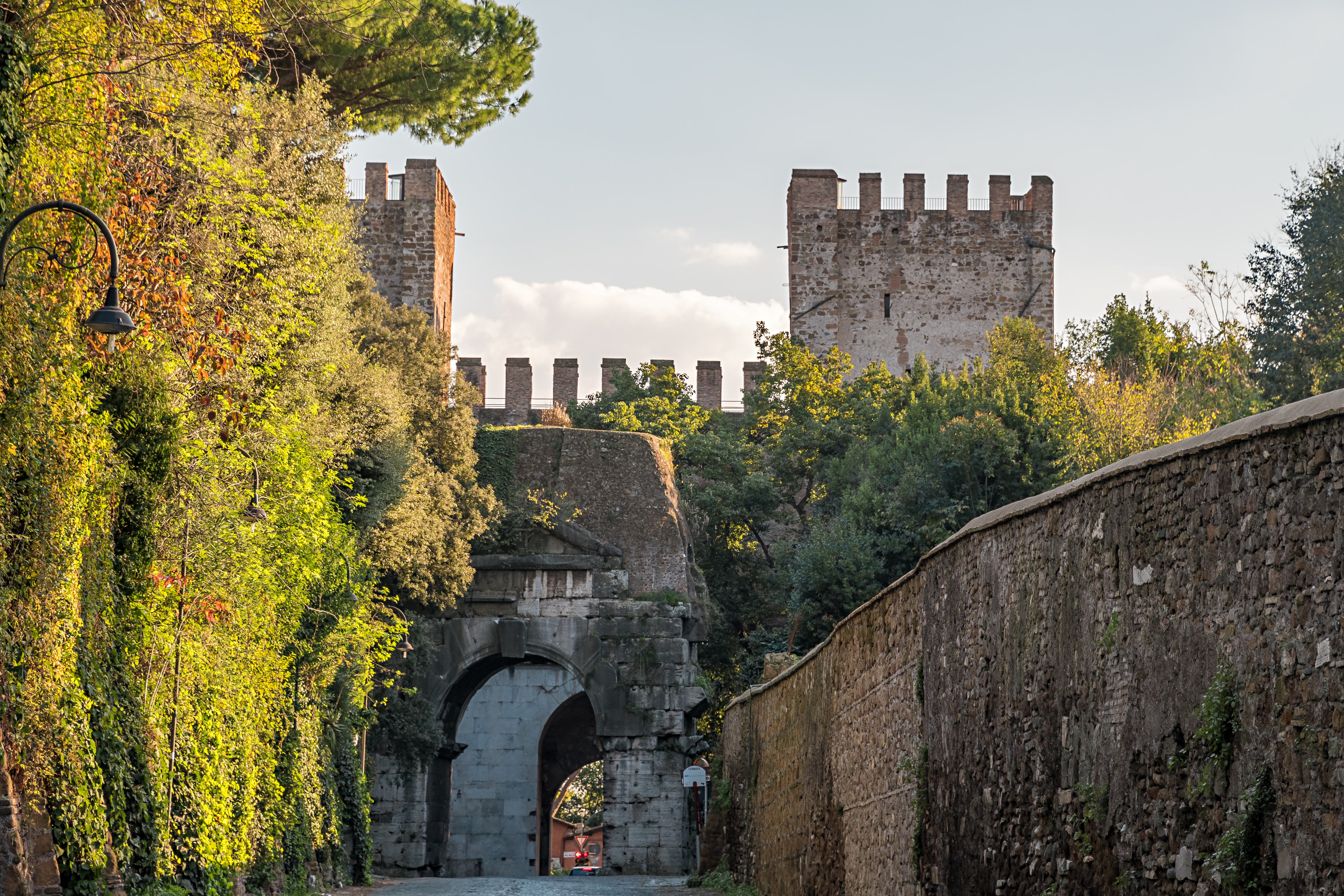
Der Drususbogen vor der Porta San Sebastiano.
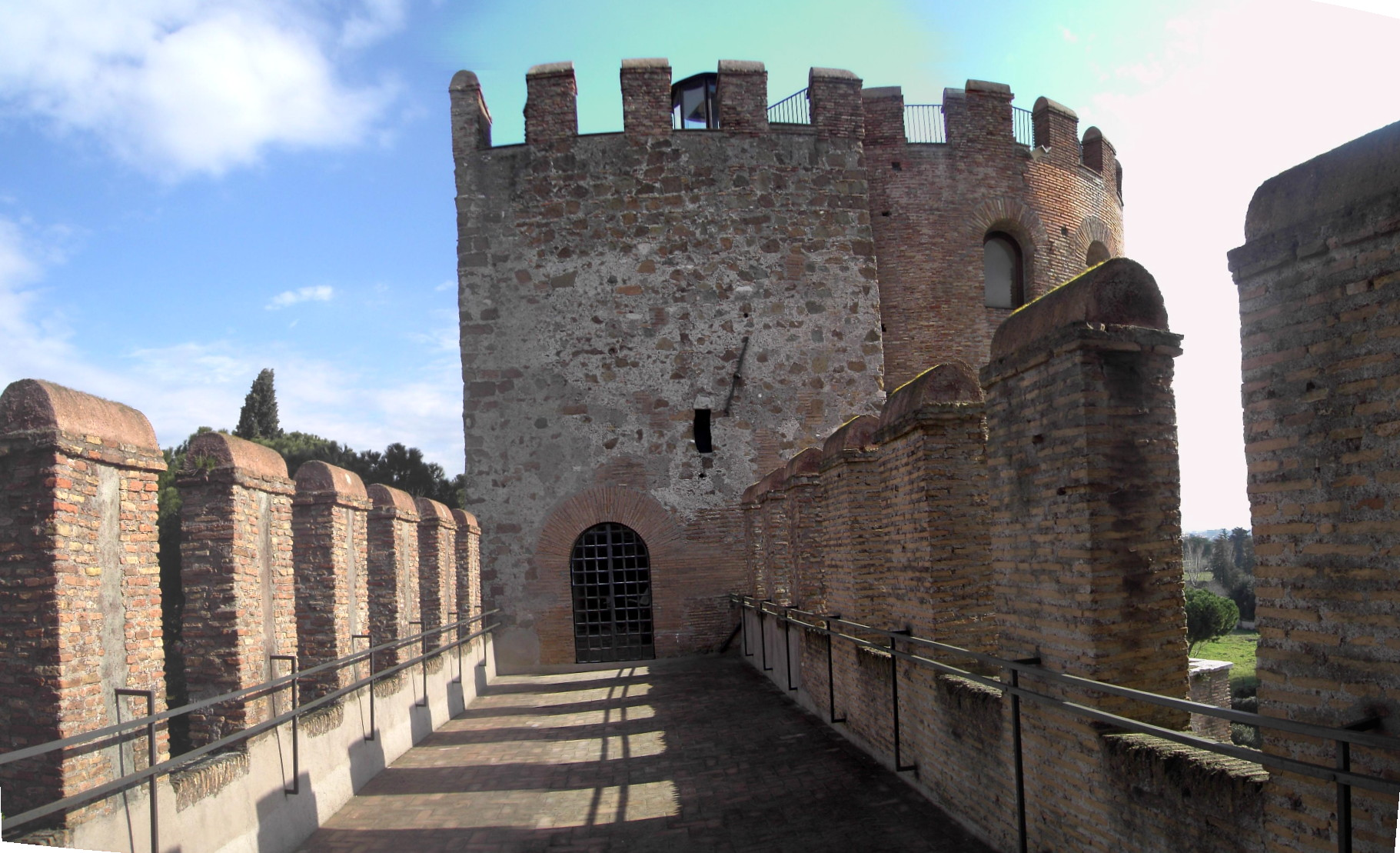
Porta San Sebastiano
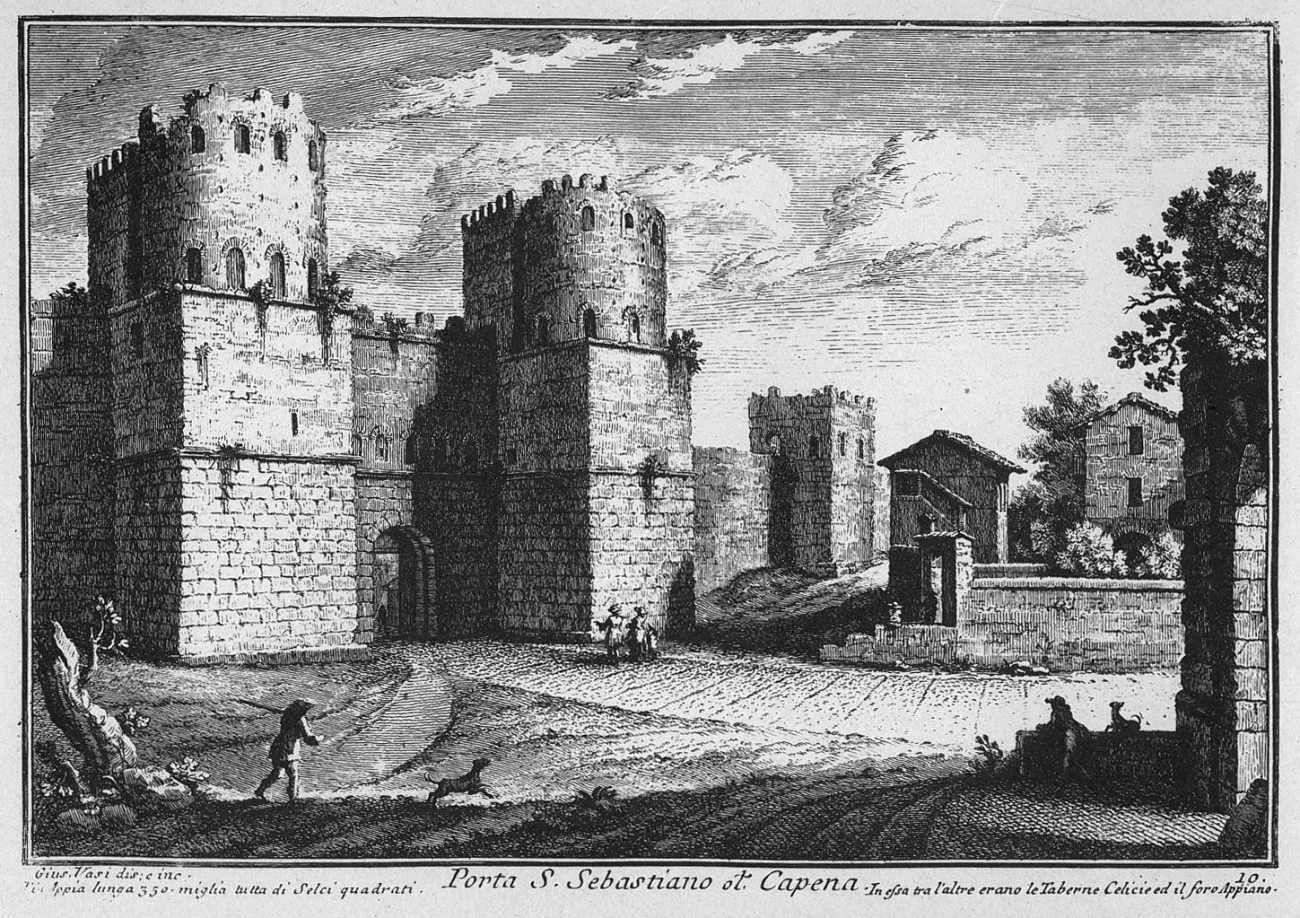
Radierung von Giuseppe Vasi um 1750
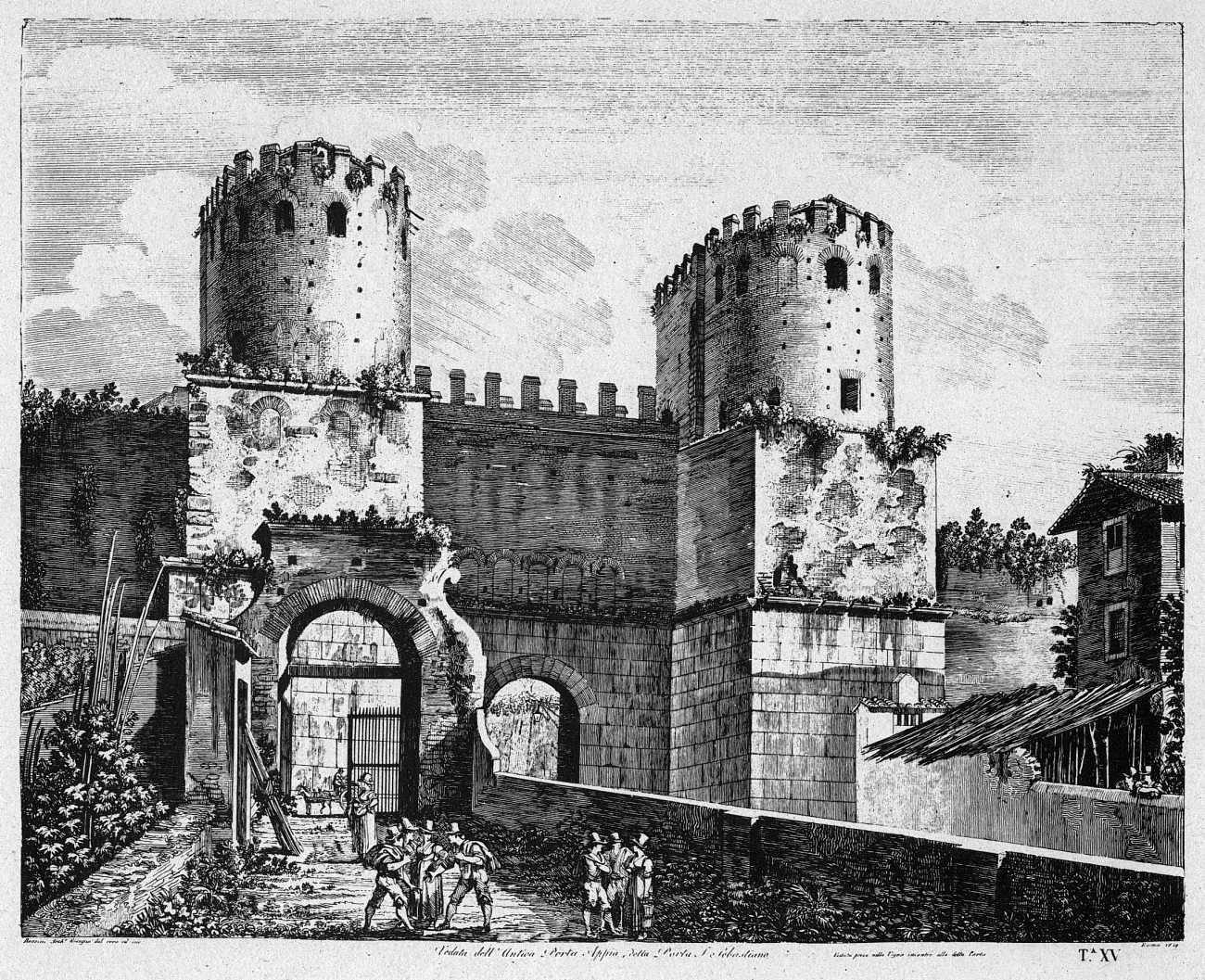
Zeichnung von Luigi Rossini
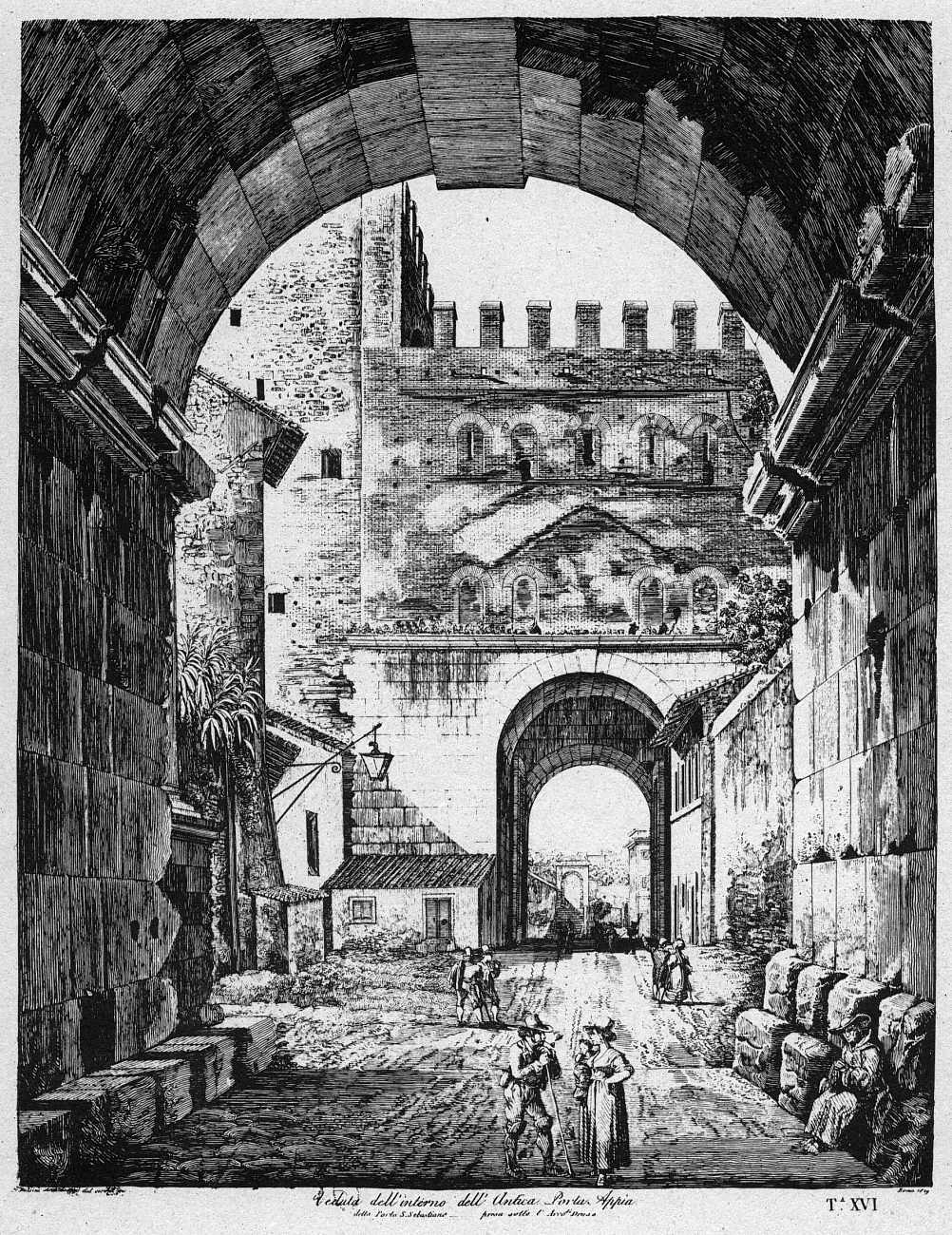
Zeichnung von Luigi Rossini